# Букет гарні
Буке́т гарні́, також пучо́к запашни́х трав або пучо́к пря́нощів (фр. bouquet garni) — букетик із сухих запашних трав, загорнутих у лаврове листя, перев'язаний кулінарною ниткою або загорнутий у мішечок з бавовняної тканини.
Використовується як приправа при приготуванні супів, бульйонів, тушкованих страв, соусів з метою поліпшення їх аромату та смаку. Обов'язково виймається зі страви перед її подачею на стіл.
Традиційно включає петрушку, чебрець та лавровий лист. 
Необов'язкові компоненти: базилік, черноголовка, листя селери, кервель, розмарин, перець, чабер та естрагон. 
Іноді додають кореневі овочі: морква, селера, зелена цибуля, ріпчасту цибулю, коріння петрушки.

## У Франції
Поширений на Півдні Франції, особливо у Провансі. Французький пучок запашних трав в'яжеться з гілочок чебрецю та лаврового листу — це базові інгредієнти; до них додають стебла петрушки та зелень цибулі порею. У деяких регіонах додаються також шавлія, селера або розмарин. Часто такий трав'яний букетик обгортають ще скибочкою сала.